# Migração de aves

Corredores de migração de aves, segundo Thompson D. and Byrkjedal, Shorebirds. Colin Baxter, 2001

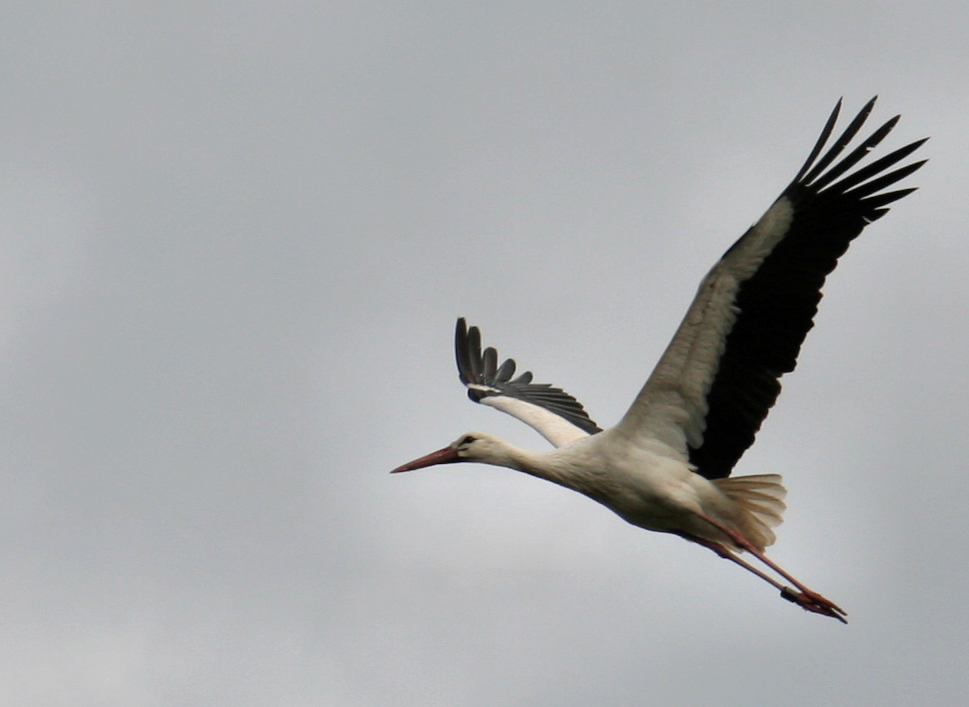
Espécime de Ciconia ciconia em voo

As migrações de aves são fenômenos voluntários e intencionais com carácter periódico com o objectivo de encontrar alimento e boas condições meteorológicas. Este comportamento não deve ser confundido com as deslocações ocasionais ou com os movimentos dispersantes.
Os factores que desencadeiam as migrações são pouco conhecidos. Em muitas aves observa-se o aumento das várias hormonas que iniciam o processo pré-migratório onde se pode observar a engorda e o crescimento das gónadas. Essas alterações das concentrações hormonais podem ser induzidas por modificações externas como a variação do número de horas de dia, a escassez de alimentos ou das modificações climatéricas.
Durante as migrações algumas aves orientam-se principalmente através da capacidade extraordinária de reconhecer características topográficas, como rios, árvores ou características do litoral. Noutras espécies a migração, durante o dia, parece ser orientada principalmente pela posição do sol e durante a noite pelo eixo estrelar de rotação. Extraordinariamente ainda existem outras espécies que se orientam principalmente através do campo magnético terrestre (esta capacidade foi comprovada através da desorientação dessas aves quando expostas a campos magnéticos artificiais) ou, então, pela orientação do vento em associação com a paisagem em que se encontram. Quando as condições climatéricas, ou outras, não são favoráveis as aves podem mudar o modo como se orientam. Sabe-se que as aves juvenis ainda não têm o sentido de orientação muito bom, pelo que não é muito raro observar indivíduos juvenis perdidos, enquanto que os indivíduos mais velhos, mesmo quando recolhidos e soltos em outros locais, conseguem orientar-se, mudar a rota e chegar ao sítio certo. Ainda não se sabe muito sobre a orientação das aves, exemplos como o caso de uma pardela que, nos anos cinquenta, foi deslocada da sua toca numa ilha ao largo do País de Gales para ser libertada a quase 5 000 quilómetros do outro lado do Atlântico, perto de Bóston. Em apenas 12 dias regressou para a sua toca, tendo inclusivamente chegado antes da carta que os investigadores tinham enviado para o Reino Unido a avisar da libertação da ave. Para fazer este percurso foi necessário, para além de conhecer o local do seu ninho e a orientação dos pontos cardeais, saber a localização exacta onde estão, mesmo que nunca tenham lá estado; esse mecanismo de localização permanece ainda um mistério.
Para as aves conseguirem finalizar as migrações necessitam, para além do sentido de orientação, de várias estratégias como: voar apenas de noite aproveitando o dia para se alimentar, voar durante o dia para aproveitar as correntes térmicas diminuindo esforço físico, acumular reservas de gordura que permite percorrer grandes percursos sem paragens para se alimentar ou, ainda, como os passeriformes, percorrer pequenas distancias diárias, parando frequentemente para se alimentarem. Além disso, para as aves, é importante que sejam criadas adaptações contra correntes de vento. A influência das correntes de vento nas migrações de aves já é uma questão conhecida há certo tempo pela comunidade científica. Para evitar que a migração seja comprometida, é importante que tais aves desenvolvam mecanismos de adaptação para que contra-correntes não desestabilizem o grupo migratório, ocasionando em alterações da rota de viagem, o que poderia comprometer o sucesso reprodutivo de tais espécies.
Muitas aves nidificam em Portugal durante o tempo mais quente e durante o inverno deslocam-se para o norte de África ou ate à África tropical (também conhecida como África subsaariana), mas também há outras que se deslocam de locais a norte de Portugal e passam o inverno em Portugal.
Em muitas das espécies pode existir uma percentagem de indivíduos que são residentes e outra migradoras, um exemplo é a cegonha-branca (Ciconia ciconia) que possui um comportamento endémico da Costa Vicentina: nidifica em rochedos e falecias litorais.
Muitas aves apenas passam por Portugal. Portugal tem uma localização relativamente periférica, no que toca a migradores terrestres. Mesmo assim, como várias espécies se guiam pela linha de costa, existem locais em que se podem observar grandes números de aves migradoras. As zonas húmidas costeiras são locais particularmente adequados para a observação de aves migradoras, uma vez que estas as utilizam para se alimentarem e repor energias antes de prosseguirem viagem. Pela região da ponta de Sagres passam anualmente alguns milhares de aves migradoras, com destaque para as planadoras, como sejam as aves de rapina ou as cegonhas. Dos cabos podem-se ainda observar as migradoras marinhas.
Dependendo das rotas e do modo como cada espécie aviaria migra, são agrupadas em planadoras, marinhas e passeriformes migradores.

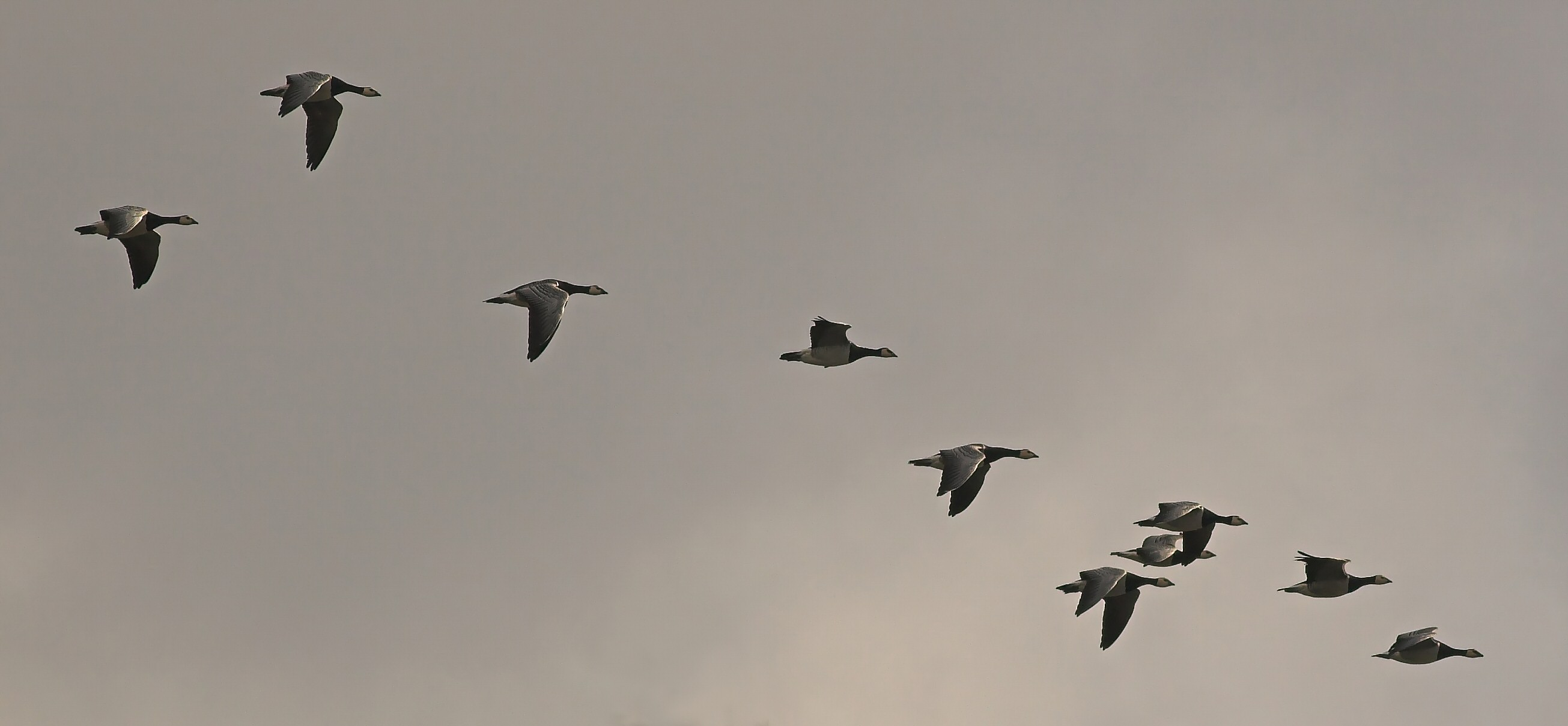
Gansos-de-faces-brancas em migração

## Relatos históricos
As técnicas tradicionais de navegação, no Pacífico, para encontrar terras usadas por micronésios e polinésios sugerem que a migração de pássaros foi observada e interpretada por mais de 3 000 anos. Na tradição samoana, por exemplo, Tagaloa enviou sua filha Sina à Terra na forma de um pássaro, Tuli, para encontrar terra seca, a palavra tuli referindo-se especificamente a limícolas de terraplanagem, muitas vezes à tarambola dourada do Pacífico. As migrações de pássaros foram registradas na Europa há pelo menos 3 000 anos pelos escritores da Grécia Antiga Hesíodo, Homero, Heródoto e Aristóteles. Aristóteles, por exemplo, registrou que os grous viajavam das estepes da Cítia aos pântanos nas cabeceiras do Nilo. Plínio, o Velho, em sua Historia Natural, repete as observações de Aristóteles. Registro de migração podem ser encontrado na Bíblia, como no Livro de Jó, observa migrações com a pergunta: "É por sua visão que o falcão paira, abre suas asas para o sul?" O autor de Jeremias escreveu: “Até a cegonha nos céus conhece as suas estações, e a rola, o veloz e a garça marcam o tempo de sua chegada”.

## Aves migradoras planadoras

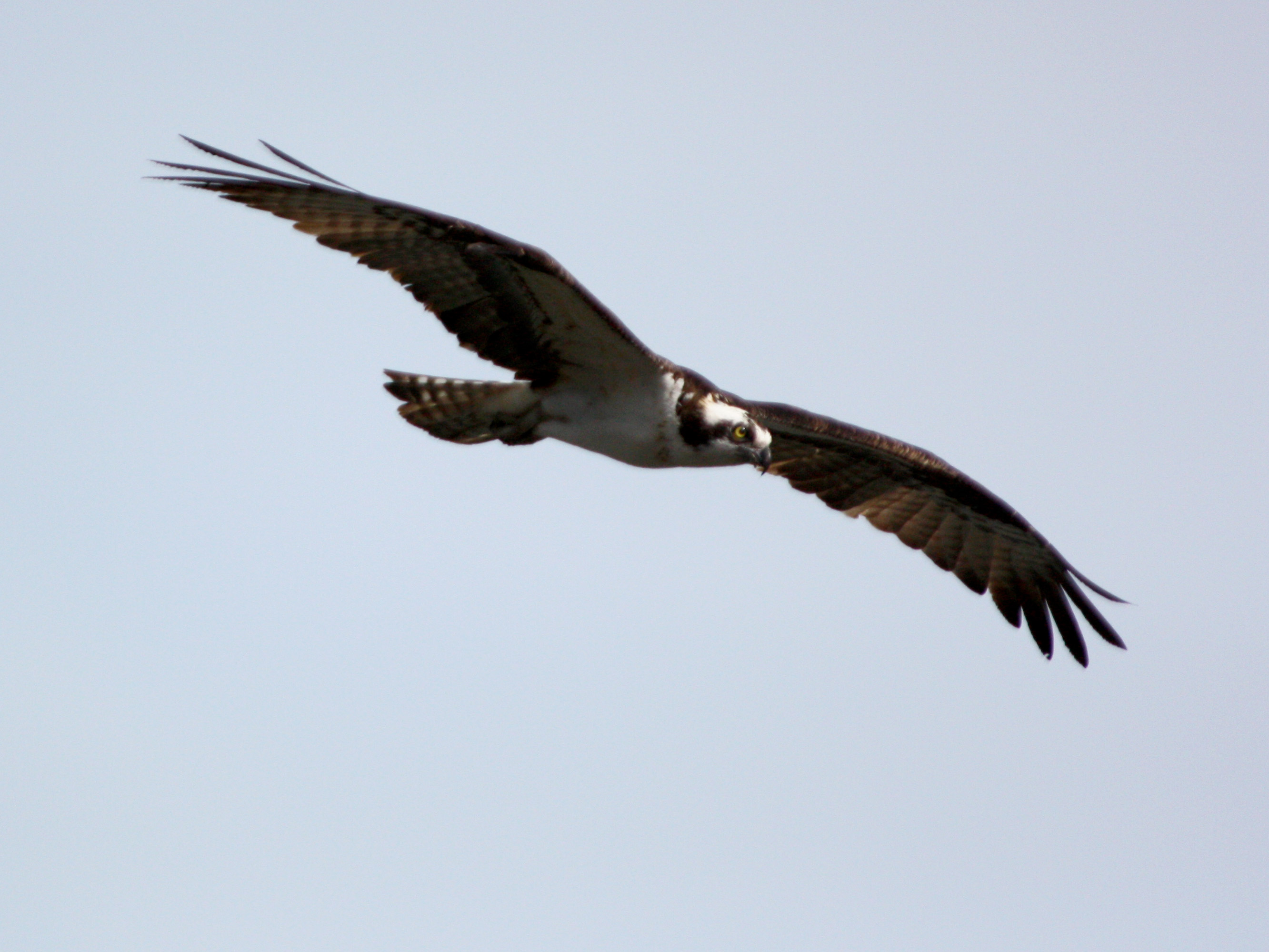
Espécime de Pandion haliaetus em voo

Aves planadoras são aves que utilizam essencialmente o voo planado para se deslocarem. Sob esta definição incluem-se os grous, as cegonhas e as aves de rapina diurnas.
O aproveitamento das correntes térmicas (correntes de ar aquecido pela energia solar que sobem graças a diminuição da densidade) permite a estas aves percorrer grandes distâncias com um dispêndio mínimo de energia, mas implica que as migrações ocorram durante o dia. Sobre as grandes massas líquidas a intensidade das correntes térmicas é bastante menor, daí que estas aves evitem fazer grandes deslocações sobre as águas. A dependência das correntes térmicas varia de espécie para espécie e está relacionada com a superfície alar.
As aves que invernam em África têm de atravessar a barreira natural constituída pelo Mar Mediterrâneo. Para as espécies que não dependem das correntes térmicas a migração é, de forma geral, efectuada segundo uma frente ampla e a travessia pode ser feita praticamente a partir de qualquer ponto da costa. São os casos, por exemplo, da Águia-pesqueira (Pandion haliaetus) ou dos tartaranhões Circus sp.. Para as espécies que dependem das correntes térmicas, as poucas centenas de quilómetros que separam a Europa de África podem constituir uma barreira quase intransponível. Assim, estas espécies tendem a concentrar-se em locais estratégicos onde a distância entre os dois continentes é menor. Os dois locais mais importantes são o estreito de Gibraltar, em Espanha, e o estreito do Bósforo, na Turquia. A importância de Sagres começou a ser reconhecida com os primeiros estudos na zona sobre a migração que decorreram na década de 50. Só depois na década de 90 é que os resultados obtidos em vários estudos provaram sem qualquer dúvida que esta região era e é um importante local de passagem para as aves planadoras.
Estas aves têm como preferência habitats em mosaico, bosques, matagais, culturas de sequeiro, terrenos lavrados, pastagens, áreas florestais como as florestas de sobreiro Quercus suber. Utilizam árvores de grande porte, encostas ou penhascos como poiso para refúgio. Existem também espécies associadas a águas pouco profundas. Outras espécies ainda podem frequentar aterros sanitários, portos, etc.
As aves migradoras estão abrangidas pela protecção legal da convenção de e Berna e pela de Bona e ainda pela Directiva de Aves, mas apesar disso estão ameaçadas por inúmeras situações entre as quais a destruição e degradação dos habitats, a utilização de químicos mortais na agricultura, a redução da disponibilidade de alimentos, a instalação de parques eólicos (incluindo a construção destes), a colisão e electrocussão em linhas aéreas de distribuição e transporte de energia eléctrica, a contaminação das águas, a perturbação humana e o abate ilegal.

### Protecção legal
Estas espécies estão sob a protecção legal das transposições da Directiva Aves, da Convenção de Berna e da Convenção de Bona.

## Aves migradoras marinhas

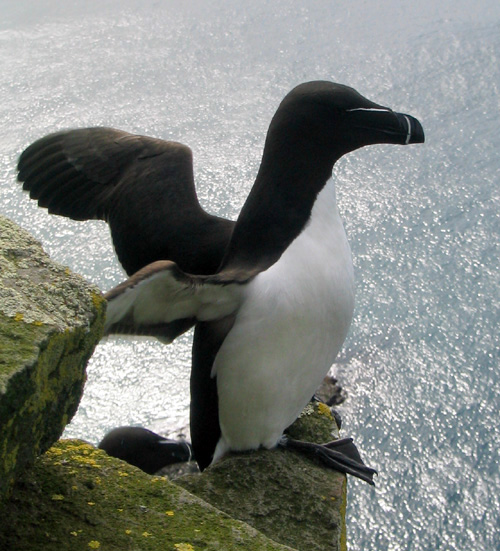
Espécime de Alca torda

Aves marinhas são aves que permanecem a maioria, ou a totalidade do tempo nos oceanos, ilhas ou falésias rochosas.
As aves que vivem apenas nos oceanos são chamadas espécies pelágicas.
A maioria das espécies marinhas migradoras inverna na costa portuguesa e migram para o norte europeu onde nidificam. As outras espécies nidificam apenas no mediterrâneo, e invernam: na costa ibérica, mediterrânica e norte africana. Outras espécies nidificam em zonas transequatoriais e invernam no hemisfério norte.
Existe pouca informação sobre a distribuição na costa portuguesa das espécies de aves marinhas migradoras. Considera-se que algumas espécies podem ser migradoras de passagem e outras, como Alca torda, Puffinus mauretanicus, Morus bassanus, Rissa trydactyla, Larus audouinii, Larus melanocephalus, Larus minutus, Cataracta skua e alguns Hydrobatidae, são espécies que existem em grande concentração durante o verão ou são espécies que são observadas durante um período considerável durante o inverno. Não é conhecida a abundância destas espécies ao longo da costa continental portuguesa.
A maioria destas espécies migradoras, mesmo as pelágicas, pode ser encontrada junto a costa. Geralmente nidificam em ilhas e ilhéus isolados, falésias rochosas, cavidades no solo ou em rochas. As espécies pelágicas tendem a ter como áreas de alimentação zonas marinhas pouco conhecidas. O resto das espécies tende a utilizar zonas costeiras, assim como junto de barcos de pesca. As dietas são geralmente constituída por peixes, cefalópodes e crustáceos.

### Protecção legal
Estas espécies estão sob a protecção legal das transposições da Directiva Aves e da Convenção de Berna.

## Passeriformes migradores
Os passeriformes são de modo geral aves de pequeno a médio porte terrestres embora possam viver próximo de água. Grupo que inclui a maior diversidade aves e ocupa uma maior diversidade de habitats, este grupo é mais representado no hemisfério norte. Regimes alimentares normalmente insectívoros, frugivoros, granívoros e raramente omnívoros.
Estas aves distribuem-se genericamente por toda a região paleártica. Invernam na sua maioria em Africa e no sul da Europa, sobretudo na Península Ibérica. Em Portugal ocorrem quer no litoral quer no interior do país.
Estas espécies frequentam uma grande variedade de habitats, como montados abertos, matos esparsos com árvores, dunas arborizadas, olivais e mesmo mosaicos de zonas agrícolas e bosques, e ainda existe um grande número de espécies que prefere zonas húmidas.

### Protecção legal
Estas espécies estão sob a protecção legal das transposições da Directiva Aves, da Convenção de Berna, da Convenção de Bona e da Convenção de Washington (CITES).

## Ameaças das Aves Migradoras
- A intensificação da agricultura através de monoculturas cerealíferas em detrimento de outros usos.[13][14][15][16]
- O fogo intenso, pode ter efeitos devastadores sobre as espécies de vertebrados e invertebrados.[13][14][15][16]
- O aumento da utilização de agro-químicos.[13][14][15][16]
- O sobre-pastoreio afecta a composição e estrutura da vegetação, reduzindo quer a disponibilidade alimentar quer a protecção para nidificar.[13][14][15][16]
- A drenagem e destruição de zonas húmidas e caniçais para aproveitamento agrícola e pecuário.[13][14][15][16]
- A destruição das galerias ripícolas por limpeza desordenada das margens dos ribeiros;[13][14][15][16]
- A colisão com linhas aéreas de transporte de energia é um importante factor de mortalidade quando aquelas estruturas são colocadas perto das áreas utilizadas pelas espécies ou nas suas rotas de migração;[13][14][15][16]
- A instalação de parques eólicos em corredores importantes para a migração e dispersão de aves pode constituir um importante factor de mortalidade destas espécies através da colisão nas pás dos aerogeradores. A instalação de parques eólicos é igualmente considerada como uma ameaça importante devido à perturbação provocada quer durante a fase de construção.[13][14][15][16]
- A poluição marinha (hidrocarbonetos, pequenos plásticos). Nas espécies que passam a maior parte do tempo no mar, o crescente aumento da poluição marinha por hidrocarbonetos e o aparecimento de pequenos plásticos despejados pelas embarcações são factores de ameaça a considerar.[13][14][15][16]
- A contaminação das águas com efluentes urbanos, industriais e agrícolas.[13][14][15][16]
- O desconhecimento das ameaças a que as espécies estão sujeitas.[13][14][15][16]
- O afogamento acidental em artes de pesca (nomeadamente redes de emalhar e espinheis) pode ser grave em algumas zonas onde as espécies ocorrem e a densidade de redes no mar é elevada;[13][14][15][16]
- A destruição de áreas florestais autóctones maduras, através da elevada frequência de fogos florestais, ou a sua substituição por espécies de rápido crescimento como o eucalipto, resulta na perda de habitat disponível.[13][14][15][16]
- A perturbação humana provocada por algumas actividades agro-silvicolas, cinegéticas, turismo e lazer, entre outras, que afectam os locais de alimentação e descanso das espécies.[13][14][15][16]
- O abate ilegal ocorre sobretudo por caçadores furtivos, durante a época de caça;[13][14][15][16]
- O envenenamento de iscos e carcaças para controlo ilegal de predadores.[13][14][15][16]